# Il pianeta morto
Il pianeta morto (Astronauci – 1951) è il primo romanzo di fantascienza pubblicato dallo scrittore polacco Stanisław Lem.

## Storia editoriale
Il libro è stato tradotto in slovacco, tedesco, olandese, ungherese, bulgaro, ceco, russo, francese, rumeno, giapponese, finlandese, spagnolo, oltre che in italiano. È da notare la mancanza di una traduzione in inglese: ciò è probabilmente da attribuirsi alla diffidenza dei Paesi anglofoni (dove il libro è stato recepito come strumento di propaganda comunista), o anche a critiche dello stesso Lem verso la produzione di fantascienza negli Stati Uniti.

## Trama
L'umanità alle soglie del XXI secolo, dopo aver visto guerre e lotte sanguinose per la supremazia sul proprio simile, raggiunge un equilibrio mondiale con l'eliminazione di ogni forma di capitalismo e l'avvento di un ordinamento comunista in una pacifica coesistenza di tutti gli uomini, ora impegnati unicamente al miglioramento di se stessi.
Proprio quando la guerra era un concetto ormai dimenticato, in seguito ad un terremoto vengono rinvenuti a Tunguska i resti di un'astronave aliena, proveniente da Venere e precipitata sulla Terra nel 1908; la traduzione parziale di un documento, parte del ritrovamento, rivela l'intenzione di una civiltà extraterrestre di invadere, a scopo di conquista, la Terra.
Il progresso tecnologico, catalizzato dal nuovo ordinamento sociale ed economico, permette all'uomo di sfruttare le forze della natura per fini etici, e l'esplorazione spaziale diventa una realtà, ma al tempo stesso vi è la certezza di avere i mezzi necessari per poter annientare la razza ostile.
Tuttavia, la prova che esistono forme di vita in altri mondi, rende indispensabile il tentativo di costruire una coesistenza pacifica; una nave, il Kosmokrator, parte dalla Terra per raggiungere Venere e stabilire un contatto. L'equipaggio di scienziati troverà i resti di una civiltà superiore che, prima di poter attuare il proprio piano di conquista, si è autodistrutta in una guerra per la supremazia di singoli partiti, lasciando quindi un pianeta morto.

## Opere derivate
Dal romanzo è stato tratto nel 1960 il film Soyux-111 - Terrore su Venere, ma lo scrittore disconobbe la trasposizione cinematografica.

## Edizioni inn italiano
- Il pianeta morto, traduzione dal polacco di Elena Strada Montiglio, Baldini & Castoldi, Milano, 1963.